# Hörndlwand
L' Hörndlwand  è una montagna alta 1 684 m sul livello del mare, fa parte delle Alpi del Chiemgau  in Germania e, grazie alla sua cresta rocciosa, è la cima più suggestiva tra Ruhpolding e Reit im Winkl. La montagna sorge direttamente su una falda molto significativa.

## Geografia
L'Hörndlwand, insieme al Gurnwandkopf, che si trova a soli 500 metri a ovest ed è solo 7 metri più alto, forma un massiccio montuoso lungo 2,5 chilometri, che si estende da est a nord-est, a volte chiamato Hochkienberg o Seehauser Kienberg. A rigor di termini, tuttavia, questo è errato, poiché entrambe le cime del Kienberg rappresentano parti separate della catena montuosa. L'Hörndlwand è separata dal Gurnwandkopf a ovest dall'Hörndlwandscharte. A sud, l' Ostertalsattel, alto 1 630  metri, e la successiva valle Elsental li separano dall'Hochkienberg. La valle Osertal e la valle Ostertalgraben che ne nasce la separano dalla cresta orientale che conduce allo Schlösselschneid (1 416 m). Direttamente a nord della ripida parete, a circa 1 425  metri, si trova l' Hörndlalm (la parete nord dell'Hörndlwand è quindi alta oltre 200 metri). Da lì, la cresta nord-nordest conduce al Sulzgrabenkopf, a 1,5 chilometri di distanza, a 1 521  metri.

## Accesso
L'Hörndlwand può essere scalato con relativa facilità tramite un sentiero segnalato da escursionisti dal passo sicuro e senza vertigini. Sulla cima si trovano tre croci , una delle quali (la cima orientale) è raggiungibile solo in arrampicata. Diverse vie di arrampicata sportiva attraversano la parete nord, alta 200 m .
Il percorso normale inizia a Seehaus, tra Ruhpolding e Reit im Winkl. Inizialmente si segue un sentiero escursionistico in moderata salita che attraversa una piccola valle e supera cascate fino alla Branderalm. Da lì si prosegue su uno stretto sentiero, ancora una volta attraverso il bosco, fino a un bivio, dove si deve decidere. Si può prendere il percorso normale leggermente più facile a sinistra attraverso la valle Ostertal e il versante sud, oppure andare a destra verso Hörndlalm , quindi proseguire fino al Jägersteig, che è parzialmente esposto, e poi attraverso la cresta nord fino alla vetta. Entrambe le opzioni hanno all'incirca la stessa lunghezza e si incontrano di nuovo poco sotto la vetta, che si raggiunge dopo un totale di 2,5 ore.
Dalla cima si gode di una vista meravigliosa: a est lo Staufen, le Alpi di Berchtesgaden e il Sonntagshorn, a sud il Dürrnbachhorn, i Loferer Steinberge, la Steinplatte e i Kaisergebirge, a ovest il Geigelstein e i Mangfallgebirge e a nord l'Hochgern, il Chiemsee e l' Hochfelln.
Ulteriori itinerari per raggiungere l'Hörndlwand:
- Dal lago Lödensee passando per la malga in rovina Hochkienbergalm e il versante sud fino alla vetta in 2,5 ore (difficile da trovare!)
- Da Weitsee via Röthelmoosalm, la malga diroccata Hochkienbergalm e il versante sud in 3 ore fino alla vetta (difficoltà media)
- Da Urschlau (a est di Ruhpolding) passando per l' Hörndlalm e il versante nord in circa 2,5 ore fino alla vetta (difficoltà media)
- Dall'Unternberg, raggiungibile con la seggiovia da Ruhpolding, passando per la Branderalm fino alla vetta in 3 ore (facile fino alla Branderalm, poi a seconda della variante come descritto sopra)[2].

## Geologia
La struttura sommitale dell'Hörndlwand, come il Rauschberg, è costituita da calcare di Wetterstein del Triassico medio, di colore grigio chiaro-bianco, risalente a circa 230 milioni di anni fa. Il calcare di Wetterstein è un calcare prevalentemente compatto a scogliera, che può raggiungere fino a 800 metri di spessore sull'Hörndlwand (700 metri sul Rauschberg) e si estende fino al limite del Carnico. È un calcare quasi puro con il 99% di CaCO3, che presenta anche tracce molto forti di carsificazione.
Il calcare di Wetterstein contiene fossili come alghe calcaree (Diplopora), spugne calcaree (Tubiphytes), sclerospongiae, coralli, foraminiferi, stromatoliti e frammenti di conchiglie di lumache e cozze (Daonellae). Le barriere coralline hanno avuto origine nel nord dell'allora regione della Tetide, sul margine meridionale della piattaforma europea.  
Il calcare di Wetterstein può essere suddiviso in tre sezioni: calcare di Wetterstein inferiore, medio e superiore. Il calcare di Wetterstein inferiore, spesso solo poche decine di metri, è stratificato e contiene diversi strati di dolomite scura e le cosiddette grandi ooliti. Il calcare di Wetterstein medio è massiccio e compatto e raggiunge uno spessore fino a 650 metri. Il calcare di Wetterstein superiore raggiunge uno spessore di 100 metri; è un calcare ben stratificato, con singoli strati di calcare spessi da 2 a 5 metri e separati da sottili bande di dolomite. I due metri superiori sotto gli strati di Raibler formano ritmiti con strati alternati di calcare e dolomite. 